# Perrottetia multiflora
Perrottetia multiflora là một loài thực vật trong bộ thực vật Huerteales. Loài này có ở Costa Rica, Panama, và Venezuela. Chúng hiện đang bị đe dọa vì mất môi trường sống.